# 水が私にくれたもの
- 水が私にくれたもの[1]
- 水の中に見えたもの[2]
- 水が私に与えてくれたもの[3]

『水が私にくれたもの』（みずがわたしにくれたもの、スペイン語：Lo que el aqua me ha dado）は、メキシコの芸術家フリーダ・カーロが1938年に完成させた絵画。キャンバスに油絵具で描かれている。サイズは91センチメートル×70.5センチメートル。2000年現在では、シュルレアリスム芸術のコレクターであるダニエル・フィリパッチが所有している。

## 作品
キャンバスいっぱいに描かれるのは、浴槽で水浴するフリーダの両脚である。水面から出ているのは赤いマニキュアが丁寧に塗られた指先のみで、その指先が水面に映って2重に描かれている。フリーダが負った障害や事故による怪我によって右脚の指はいびつに歪み、ぱっくりと割れた傷が痛々しい。
浴槽の水面にはフリーダの人生と様々な作家の作品から取り出された要素が配置されている。
右側に大きく描かれた大地には火山がそびえ、火口にはエンパイア・ステートビルが建つ。エンパイア・ステートビルは、フリーダが『夢、あるいは夢の中の自画像（1）』（1932年）にも描いた現代アメリカの象徴である。
火山の麓に座る骸骨はメキシコの復活祭で爆破されるユダ人形。ユダ人形は『メキシコ・シティの4人の住人』（1938年）にも登場している。
火山の奥に描かれる樹に横たわる鳥は、ヒエロニムス・ボッシュの『快楽の園』に登場する鳥がモチーフとなっている。
大陸の手前に描かれる男女はフリーダの両親で、写真家であった父ウィルヘルム（ギュエルモ）・カーロによって撮影された結婚写真がモチーフである。両親の結婚写真は『祖父母、父母、私』（1936年）でも描かれる。
両親の周囲に描かれる熱帯植物は、マックス・エルンストの『ニンフ・エコー』（1936年）がモチーフである。
右下に描かれるベッドに横たわる二人の裸婦は、のちに『大地そのもの（ジャングルの中の2体のヌード）』（1939年）で単独の作品として描かれた。
中央で水面に浮かぶ裸の女性はフリーダ自身で、『ヘンリー・フォード病院』（1932年）がモチーフである。彼女の首にはロープが巻かれ、一方の端は火山の麓で横たわる仮面をつけた男性が握る。もう一方の端は岩山を経て大陸まで伸びており、その上を奇妙な虫が渡っている。
左には穿たれた穴から水があふれる貝が描かれる。貝はフリーダとディエゴの愛の象徴として『ディエゴとフリーダ 1929ー1944』（1944年）に登場している。
左下で水面に浮かぶ衣装は、フリーダの象徴にもなっていた民俗衣装テワナである。テワナは『想い出、あるいは心臓』（1937年）でも描かれる。

## 制作の背景
フリーダ・カーロは1937年ごろから精力的に取り組むようになり、『トロツキーに捧げる自画像』『乳母と私』『フーランチャンと私』などの多くの作品を製作した。1938年初めごろ、夫であるディエゴ・リベラの勧めに従ってメキシコシティの画廊で行われたグループ展に4点を出展した。この4点はエドワード・G・ロビンソンに買い取られ、夫から経済的な自立を果たす。
同じころまだ無名の画家であったフリーダ・カーロの才能を見出したのが、シュルレアリスムの提唱者であるアンドレ・ブルトンである。講演をするためメキシコに訪れていたブルトンは、メキシコに亡命していたレフ・トロツキーに会うために、1938年4月に彼の逃亡先であったフリーダの青の家を訪問した。この頃フリーダは、前述のグループ展の評判を聞きつけたジュリアン・レヴィの依頼により彼のニューヨークの画廊で行われる個展への出展作品を準備している最中であった。ブルトンはまだ製作途中であった本作品を含むフリーダの作品を目の当たりにして「我々が影響が及ぼすことができないメキシコで、フリーダの作品がシュルレアリスムのただなかに開花している」と評した。
ブルトンは同年11月にニューヨークで開催されるフリーダの個展のために推薦文を贈るとともに、翌年にパリでも個展を開催することを勧めた。フリーダは、本作品が出展されたニューヨークでの個展も成功させ、半数の作品を売却するとともにいくつかの追加注文を受けることになった。

## 評価
フリーダを見出したブルトンは、彼女を自主的なシュルレアリストと評した。なかでも本作はフリーダの作品でももっともシュルレアリスム的な作品とされている。
しかしフリーダ自身はこうした見方を否定している。
シュルレアリスムの作品が現実を越えた幻想・夢・狂気を中心に据えて思考の解放を求めるのに対し、フリーダの作品は彼女の愛や葛藤、苦痛がテーマであり、現実そのものを描いたとされている。そして本作のもつ幻想性は、メキシコという風土がもつ不条理に満ちた混沌と、フリーダの気質が醸し出したものと評される。